# Saliva
Saliva est un groupe de metal alternatif américain formé à Memphis, Tennessee, en septembre 1996 et sous contrat Universal Music. Saliva sort son premier album le 26 août 1997. Leur chanson Click Click Boom apparaît dans le film How High avec Method Man et Redman.
De 1996 à 2011, le chant était assuré par Josey Scott, mais depuis 2012, Bobby Amaru a pris la relève.

## Membres actuels
- Bobby Amaru: chant, guitare rythmique
- Wayne Swinny (†): guitare
- Dave Novotny: basse
- Paul Crosby: batterie

## Discographie
- Saliva (1997)
- Every Six Seconds (2001)
- Back into Your System (2002)
- Survival of the Sickest (2004)
- Blood Stained Love Story (2007)
- Cinco Diablo (2008)
- Moving Forward in Reverse: Greatest Hits (2010) (Compilation)
- Under Your Skin (2011)
- In It To Win It (Bum Records, 2013)
- Rise Up (Bum Records, 2014)

## Principaux Singles
- Your Disease (2001)
- Always (2002)
- Survival of the Sickest (2004)
- Ladies and Gentlemen (2006)
- Family Reunion (2008)
- How Could You? (2008)
- Badass (2011)

## Titres utilisés au cinéma
- Click Click Boom dans le film How High (2001)
- 800 dans le film Resident Evil (2002)
- Bleed For Me dans le film Daredevil (2003)
- Ladies and Gentlemen dans le film Jumper (2008)
- Superstar dans le film Fast and Furious